# 金龍星
金 龍星（キム・ヨンソン、朝鮮語: 김용성、1924年11月3日または1925年11月3日 - 2011年9月29日）は、大韓民国のジャーナリスト、政治家。参議員・第8・9代韓国国会議員。
本貫は清州金氏、号は一陽（イリャン、일양）。キリスト教徒。

## 経歴
日本統治時代の咸鏡南道定平郡出身。永生中・高等学校を経て、1950年ソウル大学校文理科大学政治学科卒。1952年ごろから趙炳玉博士が主管する月刊総合誌『自由世界』発行人・記者・編集長、新興大学講師、ソウル女子医科大学予科講師を経て、1953年に朱耀翰の国際問題研究所の論説委員を務めた。1956年に民主党宣伝部次長、1957年に趙炳玉議員秘書官、1960年の第5代総選挙で参議員に当選し、旧新民党院内副総務を務めた。1962年にアジア反共連盟理事、1963年に自民党スポークスマン、1966年に新韓党政策研究室長・党務委員、1968年に新民党出版局長・『民主前線』編集者、1971年に『民主前線』編集委員をそれぞれ務め、第8代総選挙以後は新民党所属の国会議員を務めた。以降新民党政務委員を経て1973年に第9代総選挙で3選し、維新政友会院内首席副総務・農水産分科委員長、農地開発連合会会長、第9代国会保健社会分科委員長、韓国自由総連盟顧問を務めた。

## エピソード
参議員当選時はわずか35歳で、参議員では最年少の当選者であった。
1967年大統領選挙では弁士として活動した。